# Ranchi (distrikt)
Rānchī är ett distrikt i Indien.   Det ligger i delstaten Jharkhand, i den östra delen av landet, 1 000 km sydost om huvudstaden New Delhi. Antalet invånare är 2 914 253. Arean är 7 974 kvadratkilometer. Rānchī gränsar till Chatra.
Terrängen i Rānchī är kuperad.
Följande samhällen finns i Rānchī:
- Ranchi
- Būndu
- Kānke
- Ginjo Thākurgaon
- Rāy